# Římskokatolická farnost Rataje u Kroměříže
Římskokatolická farnost Rataje u Kroměříže je samostatnou farností v Ratajích u Kroměříže. Náleží do Olomoucké arcidiecéze do kroměřížského děkanátu. Současným správcem (knězem) je Jan Kulíšek.

## Historie
Farnost v Ratajích existovala již ve 13. století, první zmínka pochází z roku 1220.  Později byla obec připojena k farnosti Zdounky, ale od roku 1570 byla farnost opět samostatná. Původní gotická kaple byla postupně rozšiřována na kostel, který byl 21. srpna 1740 vysvěcen Jakubem Arnoštem Lichtenštejnem, olomouckým biskupem. Kostel o 100 let později, 21. dubna 1840, při požáru v Ratajích vyhořel. Kostel byl obnoven, ovšem stavba nebyla kvalitní a ohrožovala jeho návštěvníky. Ratajský farář Vincenc Vašek rozhodl, že je potřeba postavit nový kostel, který byl navržen Gustavem Karlem Meretou. Poslední mše ve starém kostele byla sloužena 19. dubna 1881 a 6. června téhož roku byl posvěcen základní kámen nového kostela, jehož stavba byla výhradně financována z darů obyvatel Rataj, či jiných dárců. První mše byly v novém kostele slouženy již v roce 1883, ale stavba pokračovala nadále. Kostel byl vysvěcen 7. srpna 1898 olomouckým arcibiskupem Theodorem Kohnem.

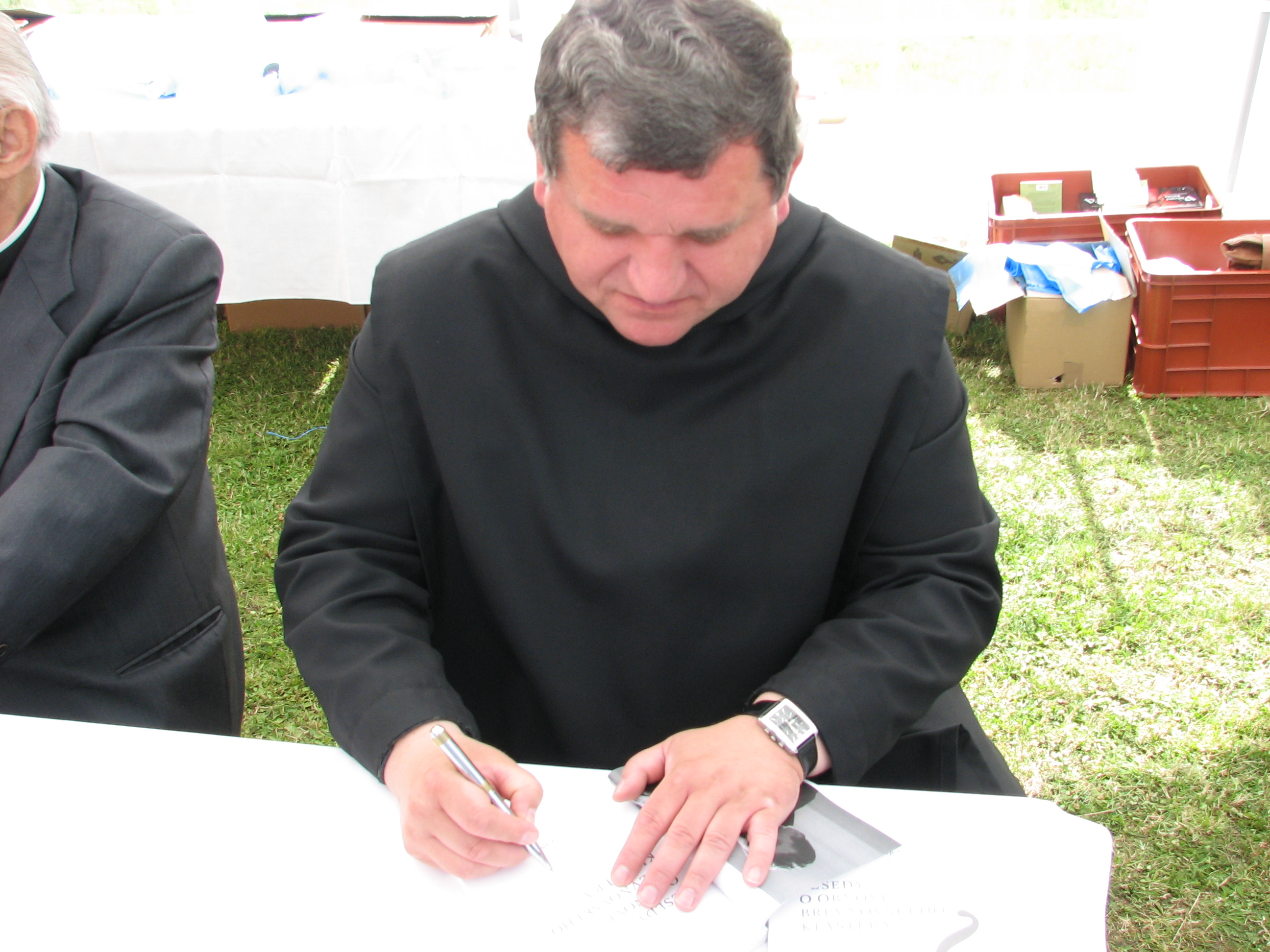
Administrátorem farnosti byl i Petr Prokop Siostrzonek, současný arciopat Břevnovského kláštera

| Správce                 | období            |
| ----------------------- | ----------------- |
| Vincenc Vašek           | 1861 – 1885       |
| Petr Pichler            | 1885 – 1892       |
| Alois Suchánek          | 1892 – 1906       |
| Jan Kouřil              | 1906 – 1931       |
| Alois Černý             | 1931 – 1968       |
| František Přecechtěl    | 1968 – 1972       |
| Vojtěch Vičánek         | 1972 – 1974       |
| Jan Marek               | 1975 – 1988       |
| Rudolf Smahel           | 1988 – 1989       |
| Petr Prokop Siostrzonek | 1989 – 1990       |
| Josef Kuchař            | 1990 – 2000       |
| Jan Plodr               | 2000 – 2001       |
| Václav Altrichtr        | 2001 – 2002       |
| Mariusz Piwowarczyk     | 2002 – 2009       |
| Radomír Němeček         | 2009 – 2011       |
| Roman Vlk               | 2011 - 2012       |
| Robert Pokrywka         | 2012 - 2014       |
| Jan Surowczyk           | 2014 -2015        |
| Jan Kulíšek             | 2015 - současnost |

## Bohoslužby
| Kostel                | Místo  | Bohoslužba (den) | Hodina | Poznámka        |
| --------------------- | ------ | ---------------- | ------ | --------------- |
| svatého Petra a Pavla | Rataje | neděle           | 11:00  | Farní kostel    |
| svaté Alžběty         | Věžky  | neděle           | 18.00  | Filiální kostel |